# پیشگویان مقدس
پیشگویان مقدس یا پیشگویی‌های کُتُب مقدس شامل بخش‌هایی از کتب مقدس می‌باشد که ادعا می‌شود بازتاب کننده ارتباطات ماوراء طبیعی خدا با انسان از طریق پیامبران است.
سخنان پیامبران - الهامات، تفسیرها، پندها یا پیش‌بینی‌ها - به‌طور گسترده در روایات کُتُب مقدس توزیع شده‌است. برخی از پیشگویی‌های آینده‌نگر در کتاب مقدس مشروط هستند، با شرایطی که به‌طور ضمنی فرض شده یا به صراحت بیان شده‌اند.
به‌طور کلی، مؤمنان به پیشگویی‌های کتاب مقدس، به تفسیر و هرمنوتیک متون مقدس می‌پردازند که به عقیده آن‌ها حاوی توصیفاتی از سیاست جهانی، رخدادهای طبیعی، آینده قوم اسرائیل، آمدن یک مسیحا و یک پادشاهی الهی است - و همچنین در مورد رویدادهای رستاخیز.

## باب و بهاءالله

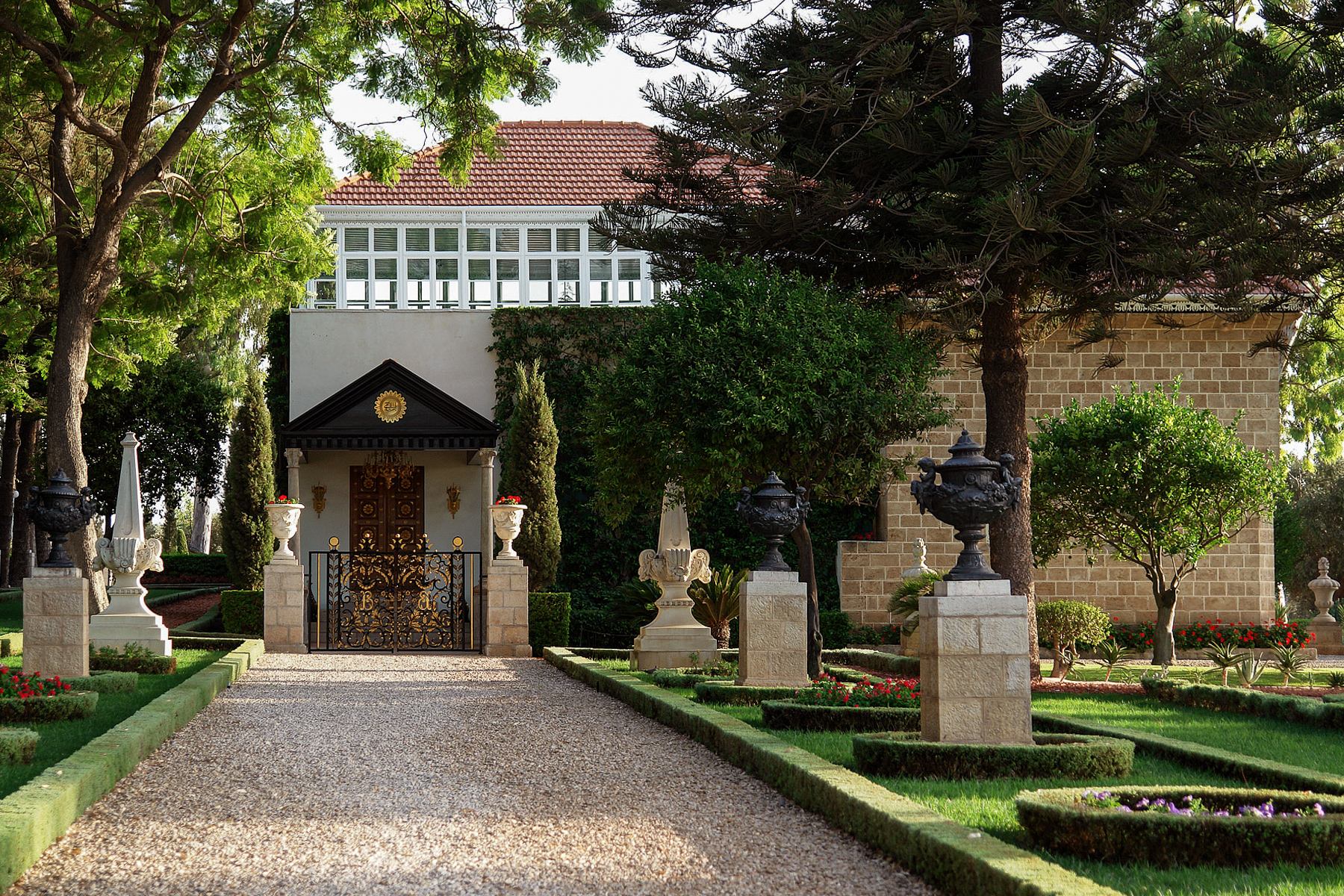
آرامگاه بهاءالله در عکا اسرائیل

پیروان دیانت بهائیت معتقدند که بهاءالله بازگشت مسیح «در جلال پدر» است و آیات زیر با آمدن حضرت باب و حضرت بهاءالله در سالهای ۱۸۴۴ میلادی و ۱۸۶۳ میلادی محقق شد.
- دانیال ۸:۱۴ - طبق اصل روز سال، این دوره ۲۳۰۰ روزه به ۲۳۰۰ سال تعبیر می‌شود.[۲] این دوره با آغاز سال صدور فرمان اردشیر برای بازسازی اورشلیم (۴۵۷ قبل از میلاد)، در سال ۱۸۴۴ پس از میلاد به پایان می‌رسد.

ارمیا ۴۹:۳۸ - عیلام (پارس) را به عنوان مکانی که خداوند تاج و تخت خود را قرار خواهد داد، پیشگویی می‌کند. دیانت بهائی نیز در ایران است و زادگاه باب و بهاءالله نیز سرزمین پارس محسوب می‌شود.
- حزقیال ۴۳: ۱–۴ - «بعد از آن مرا به دروازه آورد، دروازه ای رو به مشرق. و اینک جلال خدای اسرائیل از مشرق می‌آید… همان‌طور که جلال خداوند از دروازه به معبد وارد شد. رو به شرق.» بهاءالله به عربی به معنای «جلال و شکوه خدا» است، باب نیز که نامش به معنای «دروازه» است.